# Campeonato Brasileño de Fútbol Serie D 2023
El Campeonato Brasileño de Serie D 2023 fue la decimoquinta edición del campeonato de cuarta categoría del fútbol brasileño. Contó con la participación de 64 equipos, los cuales clasificaron por sus respectivos torneos estatales o por campeonatos organizados por cada una de las federaciones.

## Sistema de juego
Contó con la participación de 64 equipos, quienes comenzaron su participación desde la fase de grupos, la cual se dividió en ocho grupos, siendo agrupados por cercanía geográfica con ocho equipos cada uno, con partidos de ida y vuelta. Los cuatro primeros de cada grupo se clasificaron para la segunda fase, totalizando 32 equipos. Estos se enfrentaron en llaves eliminatorias hasta la definición del campeón y ascenso a la Serie C 2024: segunda fase, octavos de final, cuartos de final, semifinales y final. Los cuatro equipos que ascendieron fueron aquellos que llegaron a las semifinales.

### Distribución de cupos
Los 64 cupos disponibles se distribuyen según determinados criterios:
- 4 cupos para equipos descendidos de la Serie C 2022.
- 4 cupos para equipos del Estado de São Paulo, 1.º puesto en el Ranking Nacional de Federaciones 2023.
- 3 cupos para equipos de los estados ubicados del 2.º al 9.º en el Ranking Nacional de Federaciones 2023.
- 2 cupos para equipos de los estados ubicados del 10.º al 23.º en el Ranking Nacional de Federaciones 2023.
- 1 cupo para equipos de los estados ubicados del 24.º al 27.º en el Ranking Nacional de Federaciones 2023.

Ranking Nacional de Federaciones 2023
| Pos. | Estado                      | Cupos |
| ---- | --------------------------- | ----- |
| 1.º  | São Paulo                   | 4     |
| 2.º  | Río de Janeiro              | 3     |
| 3.º  | Río Grande del Sur          | 3     |
| 4.º  | Minas Gerais                | 3     |
| 5.º  | Paraná                      | 3     |
| 6.º  | Ceará                       | 3     |
| 7.º  | Goiás                       | 3     |
| 8.º  | Santa Catarina              | 3     |
| 9.º  | Bahía                       | 3     |
| 10.º | Pernambuco                  | 2     |
| 11.º | Alagoas                     | 2     |
| 12.º | Mato Grosso                 | 2     |
| 13.º | Pará                        | 2     |
| 14.º | Maranhão                    | 2     |
| 15.º | Río Grande del Norte        | 2     |
| 16.º | Paraíba                     | 2     |
| 17.º | Sergipe                     | 2     |
| 18.º | Piauí                       | 2     |
| 19.º | Amazonas                    | 2     |
| 20.º | Distrito Federal            | 2     |
| 21.º | Acre                        | 2     |
| 22.º | Espírito Santo              | 2     |
| 23.º | Tocantins                   | 2     |
| 24.º | Roraima                     | 1     |
| 25.º | Mato Grosso del Sur         | 1     |
| 26.º | Rondonia                    | 1     |
| 27.º | Amapá                       | 1     |
| –    | Descendidos de Serie C 2022 | 4     |

## Participantes
| Estado                                 | Equipo                                                    | Vía de clasificación |
| -------------------------------------- | --------------------------------------------------------- | --- |
| Acre 2 cupos                           | Humaitá São Francisco                                     | Campeón del Campeonato Acreano 2022 Subcampeón del Campeonato Acreano 2022 |
| Alagoas 2 cupos                        | ASA Arapiraca Cruzeiro de Arapiraca                       | Mejor ubicado del Campeonato Alagoano 2022 Campeón de la Copa Alagoas 2022 |
| Amapá 1 cupo                           | Trem                                                      | Campeón del Campeonato Amapaense 2022 |
| Amazonas 2 cupos                       | Princesa do Solimões Nacional-AM                          | Subcampeón del Campeonato Amazonense 2022 Mejor ubicado del Campeonato Amazonense 2022 |
| Bahía 3 cupos                          | Atlético de Alagoinhas Jacuipense Bahia de Feira          | Campeón del Campeonato Baiano 2022 Subcampeón del Campeonato Baiano 2022 Tercer puesto del Campeonato Baiano 2022                                                                                   |
| Ceará 3 cupos + 2 adicionales          | Atlético Cearense Ferroviário Caucaia Iguatu Pacajus      | 17.º puesto de la Serie C 2022 19.º puesto de la Serie C 2022 Subcampeón del Campeonato Cearense 2022 Mejor ubicado del Campeonato Cearense 2022 Segundo mejor ubicado del Campeonato Cearense 2022 |
| Distrito Federal 2 cupos               | Brasiliense Ceilândia                                     | Campeón del Campeonato Brasiliense 2022 Subcampeón del Campeonato Brasiliense 2022 |
| Espírito Santo 2 cupos                 | Real Noroeste Vitória-ES                                  | Campeón del Campeonato Capixaba 2022 Subcampeón del Campeonato Capixaba 2022 |
| Goiás 3 cupos                          | Iporá Anápolis CRAC Catalão                               | Mejor ubicado del Campeonato Goiano 2022 Segundo mejor ubicado del Campeonato Goiano 2022 Tercer mejor ubicado del Campeonato Goiano 2022                                                           |
| Maranhão 2 cupos                       | Cordino Maranhão                                          | Mejor ubicado del Campeonato Maranhense 2022 Subcampeón de la Copa FMF 2022 |
| Mato Grosso 2 cupos                    | União Rondonópolis Operário VG                            | Mejor ubicado del Campeonato Matogrossense 2022 Subcampeón de la Copa FMF 2022 |
| Mato Grosso del Sur 1 cupo             | Operário-MS                                               | Campeón del Campeonato Sul-Matogrossense 2022 |
| Minas Gerais 3 cupos                   | Athletic Club Democrata GV Patrocinense                   | Tercer puesto del Campeonato Mineiro 2022 Segundo mejor ubicado del Campeonato Mineiro 2022 Cuarto mejor ubicado del Campeonato Mineiro 2022                                                        |
| Pará 2 cupos                           | Tuna Luso Águia de Marabá                                 | Mejor ubicado del Campeonato Paraense 2022 Segundo mejor ubicado del Campeonato Paraense 2022 |
| Paraíba 2 cupos + adicional            | Campinense Sousa Nacional de Patos                        | 20.º puesto de la Serie C 2022 Mejor ubicado del Campeonato Paraibano 2022 Segundo mejor ubicado del Campeonato Paraibano 2022                                                                      |
| Paraná 3 cupos                         | Maringá São-Joseense FC Cascavel                          | Subcampeón del Campeonato Paranaense 2022 Mejor ubicado del Campeonato Paranaense 2022 Segundo mejor ubicado del Campeonato Paranaense 2022                                                         |
| Pernambuco 2 cupos                     | Retrô Santa Cruz                                          | Subcampeón del Campeonato Pernambucano 2022 Mejor ubicado del Campeonato Pernambucano 2022 |
| Piauí 2 cupos                          | Fluminense-PI Parnahyba                                   | Campeón del Campeonato Piauiense 2022 Subcampeón del Campeonato Piauiense 2022 |
| Río de Janeiro 3 cupos                 | Resende Nova Iguaçu Portuguesa-RJ                         | Mejor ubicado del Campeonato Carioca 2022 Segundo mejor ubicado del Campeonato Carioca 2022 Subcampeón de la Copa Río 2022                                                                          |
| Río Grande del Norte 2 cupos           | Potiguar de Mossoró Globo                                 | Mejor ubicado del Campeonato Potiguar 2022 Segundo mejor ubicado del Campeonato Potiguar 2022 |
| Río Grande del Sur 3 cupos + adicional | Brasil de Pelotas Caxias Novo Hamburgo Aimoré             | 18.º puesto de la Serie C 2022 Mejor ubicado del Campeonato Gaúcho 2022 Segundo mejor ubicado del Campeonato Gaúcho 2022 Tercer mejor ubicado del Campeonato Gaúcho 2022                            |
| Rondonia 1 cupo                        | Real Ariquemes                                            | Campeón del Campeonato Rondoniense 2022 |
| Roraima 1 cupo                         | São Raimundo-RR                                           | Campeón del Campeonato Roraimense 2022 |
| São Paulo 4 cupos                      | Santo André Ferroviária Inter de Limeira XV de Piracicaba | Mejor ubicado del Campeonato Paulista 2022 Segundo mejor ubicado del Campeonato Paulista 2022 Tercer mejor ubicado del Campeonato Paulista 2022 Campeón de la Copa Paulista 2022                    |
| Santa Catarina 3 cupos                 | Camboriú Concórdia Hercílio Luz                           | Subcampeón del Campeonato Catarinense 2022 Tercer puesto del Campeonato Catarinense 2022 Mejor ubicado del Campeonato Catarinense 2022                                                              |
| Sergipe 2 cupos                        | Sergipe Falcon                                            | Campeón del Campeonato Sergipano 2022 Subcampeón del Campeonato Sergipano 2022 |
| Tocantins 2 cupos                      | Tocantinópolis Interporto                                 | Campeón del Campeonato Tocantinense 2022 Subcampeón del Campeonato Tocantinense 2022 |

## Fase 1

### Grupo A1
| Pos. | Equipo               | Pts. | PJ | G | E | P  | GF | GC | Dif. | Clasificación                |     | NAC | TUN | AGM | PSO | SRA | HUM | SFR | TRE |
| ---- | -------------------- | ---- | -- | - | - | -- | -- | -- | ---- | ---------------------------- | --- | --- | --- | --- | --- | --- | --- | --- | --- |
| 1    | Nacional-AM          | 30   | 14 | 9 | 3 | 2  | 22 | 7  | +15  | Clasificación a Segunda fase |     |     | 2–1 | 0–0 | 1–0 | 3–0 | 3–1 | 2–0 | 2–0 |
| 2    | Tuna Luso            | 28   | 14 | 8 | 4 | 2  | 21 | 10 | +11  | Clasificación a Segunda fase |     | 2–1 |     | 0–0 | 1–0 | 4–1 | 2–0 | 2–0 | 1–0 |
| 3    | Águia de Marabá      | 24   | 14 | 6 | 6 | 2  | 18 | 8  | +10  | Clasificación a Segunda fase |     | 1–1 | 1–3 |     | 3–0 | 6–1 | 2–0 | 2–0 | 0–0 |
| 4    | Princesa do Solimões | 19   | 14 | 4 | 7 | 3  | 21 | 13 | +8   | Clasificación a Segunda fase |     | 1–1 | 1–1 | 0–0 |     | 1–1 | 5–0 | 4–0 | 2–1 |
| 5    | São Raimundo-RR      | 18   | 14 | 5 | 3 | 6  | 24 | 24 | 0    |                              |     | 1–0 | 2–2 | 3–1 | 1–1 |     | 2–3 | 7–0 | 3–0 |
| 6    | Humaitá              | 18   | 14 | 5 | 3 | 6  | 16 | 21 | −5   |                              | 0–2 | 1–1 | 0–0 | 2–2 | 1–0 |     | 0–1 | 3–0 |     |
| 7    | São Francisco        | 9    | 14 | 3 | 0 | 11 | 5  | 33 | −28  |                              | 0–3 | 0–1 | 0–1 | 0–3 | 1–0 | 1–4 |     | 1–0 |     |
| 8    | Trem                 | 8    | 14 | 2 | 2 | 10 | 8  | 19 | −11  |                              | 0–1 | 1–0 | 0–1 | 1–1 | 1–2 | 0–1 | 4–1 |     |     |

 Fuente: CBF
Criterios de clasificación: 1) Puntos; 2) Partidos ganados; 3) Diferencia de gol; 4) Goles a favor; 5) Enfrentamientos directos (solo entre 2 equipos); 6) Menor cantidad de tarjetas rojas; 7) Menor cantidad de tarjetas amarillas; 8) Sorteo.

### Grupo A2
| Pos. | Equipo            | Pts. | PJ | G  | E | P | GF | GC | Dif. | Clasificación                |     | FER | ATL | MAR | PAR | CAU | TOC | COR | FLU |
| ---- | ----------------- | ---- | -- | -- | - | - | -- | -- | ---- | ---------------------------- | --- | --- | --- | --- | --- | --- | --- | --- | --- |
| 1    | Ferroviário       | 36   | 14 | 11 | 3 | 0 | 30 | 6  | +24  | Clasificación a Segunda fase |     |     | 2–1 | 3–1 | 6–0 | 1–0 | 1–0 | 6–1 | 2–0 |
| 2    | Atlético Cearense | 23   | 14 | 6  | 5 | 3 | 22 | 15 | +7   | Clasificación a Segunda fase |     | 0–2 |     | 1–0 | 1–1 | 3–0 | 3–1 | 2–1 | 1–1 |
| 3    | Maranhão          | 21   | 14 | 5  | 6 | 3 | 18 | 11 | +7   | Clasificación a Segunda fase |     | 1–1 | 1–1 |     | 4–0 | 1–0 | 2–1 | 1–1 | 2–0 |
| 4    | Parnahyba         | 17   | 14 | 4  | 5 | 5 | 14 | 23 | −9   | Clasificación a Segunda fase |     | 0–1 | 1–1 | 0–3 |     | 1–1 | 1–0 | 3–0 | 2–1 |
| 5    | Caucaia           | 16   | 14 | 3  | 7 | 4 | 20 | 20 | 0    |                              |     | 1–1 | 1–3 | 0–0 | 2–0 |     | 3–3 | 2–2 | 3–1 |
| 6    | Tocantinópolis    | 15   | 14 | 3  | 6 | 5 | 14 | 15 | −1   |                              | 1–1 | 2–0 | 0–0 | 1–1 | 1–1 |     | 2–0 | 1–1 |     |
| 7    | Cordino           | 11   | 14 | 2  | 5 | 7 | 13 | 26 | −13  |                              | 0–1 | 2–2 | 2–1 | 1–1 | 1–4 | 0–1 |     | 2–0 |     |
| 8    | Fluminense-PI     | 8    | 14 | 1  | 5 | 8 | 9  | 24 | −15  |                              | 0–2 | 0–3 | 1–1 | 1–3 | 2–2 | 1–0 | 0–0 |     |     |

 Fuente: CBF
Criterios de clasificación: 1) Puntos; 2) Partidos ganados; 3) Diferencia de gol; 4) Goles a favor; 5) Enfrentamientos directos (solo entre 2 equipos); 6) Menor cantidad de tarjetas rojas; 7) Menor cantidad de tarjetas amarillas; 8) Sorteo.

### Grupo A3
| Pos. | Equipo              | Pts. | PJ | G | E | P  | GF | GC | Dif. | Clasificación                |     | SOU | NAC | POT | PAC | CAM | SCR | IGU | GLO |
| ---- | ------------------- | ---- | -- | - | - | -- | -- | -- | ---- | ---------------------------- | --- | --- | --- | --- | --- | --- | --- | --- | --- |
| 1    | Sousa               | 26   | 14 | 8 | 2 | 4  | 24 | 15 | +9   | Clasificación a Segunda fase |     |     | 1–0 | 1–1 | 2–1 | 2–1 | 2–1 | 2–1 | 4–0 |
| 2    | Nacional de Patos   | 24   | 14 | 7 | 3 | 4  | 17 | 11 | +6   | Clasificación a Segunda fase |     | 1–0 |     | 2–0 | 1–0 | 2–1 | 2–2 | 3–1 | 2–1 |
| 3    | Potiguar de Mossoró | 23   | 14 | 6 | 5 | 3  | 16 | 11 | +5   | Clasificación a Segunda fase |     | 2–1 | 0–0 |     | 5–1 | 0–0 | 2–1 | 1–0 | 2–0 |
| 4    | Pacajus             | 22   | 14 | 6 | 4 | 4  | 21 | 16 | +5   | Clasificación a Segunda fase |     | 1–1 | 1–0 | 2–0 |     | 2–2 | 0–0 | 4–1 | 3–0 |
| 5    | Campinense          | 21   | 14 | 6 | 3 | 5  | 18 | 14 | +4   |                              |     | 1–2 | 1–0 | 1–0 | 3–2 |     | 2–0 | 0–0 | 4–0 |
| 6    | Santa Cruz          | 20   | 14 | 5 | 5 | 4  | 15 | 12 | +3   |                              | 1–0 | 2–2 | 1–1 | 0–0 | 1–0 |     | 1–0 | 3–0 |     |
| 7    | Iguatu              | 16   | 14 | 5 | 1 | 8  | 16 | 19 | −3   |                              | 2–1 | 1–0 | 1–2 | 1–2 | 3–1 | 1–0 |     | 3–0 |     |
| 8    | Globo               | 4    | 14 | 1 | 1 | 12 | 5  | 34 | −29  |                              | 2–5 | 0–2 | 0–0 | 0–2 | 0–1 | 0–2 | 2–1 |     |     |

 Fuente: CBF
Criterios de clasificación: 1) Puntos; 2) Partidos ganados; 3) Diferencia de gol; 4) Goles a favor; 5) Enfrentamientos directos (solo entre 2 equipos); 6) Menor cantidad de tarjetas rojas; 7) Menor cantidad de tarjetas amarillas; 8) Sorteo.

### Grupo A4
| Pos. | Equipo                 | Pts. | PJ | G | E | P | GF | GC | Dif. | Clasificación                |     | RET | BAH | ASA | FAL | SER | CRU | ATL | JAC |
| ---- | ---------------------- | ---- | -- | - | - | - | -- | -- | ---- | ---------------------------- | --- | --- | --- | --- | --- | --- | --- | --- | --- |
| 1    | Retrô                  | 26   | 14 | 7 | 5 | 2 | 19 | 13 | +6   | Clasificación a Segunda fase |     |     | 1–0 | 3–1 | 1–2 | 1–1 | 1–1 | 2–1 | 1–1 |
| 2    | Bahia de Feira         | 21   | 14 | 5 | 6 | 3 | 15 | 9  | +6   | Clasificación a Segunda fase |     | 1–1 |     | 1–0 | 3–1 | 3–1 | 3–0 | 2–1 | 2–2 |
| 3    | ASA                    | 19   | 14 | 6 | 1 | 7 | 14 | 16 | −2   | Clasificación a Segunda fase |     | 1–2 | 1–0 |     | 1–0 | 1–1 | 0–2 | 0–1 | 3–2 |
| 4    | Falcon                 | 19   | 14 | 5 | 4 | 5 | 16 | 15 | +1   | Clasificación a Segunda fase |     | 1–1 | 0–0 | 0–1 |     | 0–1 | 4–1 | 1–0 | 1–1 |
| 5    | Sergipe                | 19   | 14 | 5 | 4 | 5 | 19 | 19 | 0    |                              |     | 0–1 | 1–0 | 2–1 | 1–3 |     | 2–1 | 2–3 | 1–2 |
| 6    | Cruzeiro de Arapiraca  | 18   | 14 | 5 | 3 | 6 | 13 | 22 | −9   |                              | 2–1 | 0–0 | 0–2 | 1–1 | 0–3 |     | 1–0 | 1–0 |     |
| 7    | Atlético de Alagoinhas | 15   | 14 | 4 | 3 | 7 | 15 | 18 | −3   |                              | 1–2 | 0–0 | 1–0 | 1–2 | 1–1 | 1–2 |     | 1–0 |     |
| 8    | Jacuipense             | 15   | 14 | 3 | 6 | 5 | 20 | 19 | +1   |                              | 0–1 | 0–0 | 1–2 | 2–0 | 2–2 | 4–1 | 3–3 |     |     |

 Fuente: CBF
Criterios de clasificación: 1) Puntos; 2) Partidos ganados; 3) Diferencia de gol; 4) Goles a favor; 5) Enfrentamientos directos (solo entre 2 equipos); 6) Menor cantidad de tarjetas rojas; 7) Menor cantidad de tarjetas amarillas; 8) Sorteo.

### Grupo A5
| Pos. | Equipo             | Pts. | PJ | G | E | P  | GF | GC | Dif. | Clasificación                |     | CEI | ANA | OPE | BRA | UNI | IPO | INT  | AQM |
| ---- | ------------------ | ---- | -- | - | - | -- | -- | -- | ---- | ---------------------------- | --- | --- | --- | --- | --- | --- | --- | ---- | --- |
| 1    | Ceilândia          | 28   | 14 | 7 | 7 | 0  | 28 | 5  | +23  | Clasificación a Segunda fase |     |     | 1–1 | 0–0 | 1–1 | 2–0 | 4–0 | 4–0  | 3–0 |
| 2    | Anápolis           | 25   | 14 | 6 | 7 | 1  | 26 | 6  | +20  | Clasificación a Segunda fase |     | 0–1 |     | 3–0 | 0–0 | 1–0 | 1–0 | 7–0  | 1–0 |
| 3    | Opérario VG        | 24   | 14 | 7 | 3 | 4  | 29 | 16 | +13  | Clasificación a Segunda fase |     | 2–2 | 1–1 |     | 0–2 | 2–1 | 2–1 | 6–0  | 9–0 |
| 4    | Brasiliense        | 24   | 14 | 6 | 6 | 2  | 31 | 11 | +20  | Clasificación a Segunda fase |     | 0–0 | 2–2 | 4–1 |     | 3–0 | 3–3 | 10–0 | 5–1 |
| 5    | União Rondonópolis | 23   | 14 | 7 | 2 | 5  | 17 | 9  | +8   |                              |     | 0–0 | 0–0 | 2–0 | 2–0 |     | 3–0 | 3–0  | 3–0 |
| 6    | Iporá              | 16   | 14 | 4 | 4 | 6  | 20 | 20 | 0    |                              | 1–1 | 1–1 | 0–2 | 0–0 | 1–0 |     | 8–1 | 2–0  |     |
| 7    | Interporto         | 6    | 14 | 1 | 3 | 10 | 3  | 47 | −44  |                              | 0–2 | 0–0 | 0–2 | 1–0 | 0–2 | 0–2 |     | 1–1  |     |
| 8    | Real Ariquemes     | 5    | 14 | 1 | 2 | 11 | 4  | 44 | −40  |                              | 0–7 | 0–8 | 0–2 | 0–1 | 0–1 | 2–1 | 0–0 |      |     |

 Fuente: CBF
Criterios de clasificación: 1) Puntos; 2) Partidos ganados; 3) Diferencia de gol; 4) Goles a favor; 5) Enfrentamientos directos (solo entre 2 equipos); 6) Menor cantidad de tarjetas rojas; 7) Menor cantidad de tarjetas amarillas; 8) Sorteo.

### Grupo A6
| Pos. | Equipo        | Pts. | PJ | G | E | P | GF | GC | Dif. | Clasificación                |     | ATH | POR | DEM | VIT | SAN | RES | NIG | RNO |
| ---- | ------------- | ---- | -- | - | - | - | -- | -- | ---- | ---------------------------- | --- | --- | --- | --- | --- | --- | --- | --- | --- |
| 1    | Athletic Club | 29   | 14 | 9 | 2 | 3 | 19 | 9  | +10  | Clasificación a Segunda fase |     |     | 1–2 | 1–0 | 0–0 | 4–2 | 3–0 | 3–1 | 1–0 |
| 2    | Portuguesa-RJ | 29   | 14 | 8 | 5 | 1 | 25 | 12 | +13  | Clasificación a Segunda fase |     | 1–0 |     | 4–1 | 3–2 | 3–0 | 3–2 | 2–2 | 5–2 |
| 3    | Democrata GV  | 25   | 14 | 7 | 4 | 3 | 18 | 15 | +3   | Clasificación a Segunda fase |     | 1–0 | 1–0 |     | 4–2 | 1–1 | 2–0 | 1–0 | 2–2 |
| 4    | Vitória-ES    | 20   | 14 | 6 | 2 | 6 | 23 | 20 | +3   | Clasificación a Segunda fase |     | 1–2 | 0–1 | 3–1 |     | 3–1 | 1–1 | 3–2 | 2–0 |
| 5    | Santo André   | 19   | 14 | 5 | 4 | 5 | 15 | 16 | −1   |                              |     | 0–1 | 0–0 | 1–1 | 1–0 |     | 1–1 | 2–0 | 2–0 |
| 6    | Resende       | 14   | 14 | 3 | 5 | 6 | 12 | 18 | −6   |                              | 0–0 | 0–0 | 0–1 | 1–2 | 2–0 |     | 3–1 | 1–1 |     |
| 7    | Nova Iguaçu   | 10   | 14 | 2 | 4 | 8 | 15 | 23 | −8   |                              | 1–2 | 1–1 | 0–0 | 3–2 | 0–1 | 3–0 |     | 1–1 |     |
| 8    | Real Noroeste | 7    | 14 | 1 | 4 | 9 | 9  | 23 | −14  |                              | 0–1 | 0–0 | 1–2 | 0–2 | 0–3 | 0–1 | 2–0 |     |     |

 Fuente: CBF
Criterios de clasificación: 1) Puntos; 2) Partidos ganados; 3) Diferencia de gol; 4) Goles a favor; 5) Enfrentamientos directos (solo entre 2 equipos); 6) Menor cantidad de tarjetas rojas; 7) Menor cantidad de tarjetas amarillas; 8) Sorteo.

### Grupo A7
| Pos. | Equipo           | Pts. | PJ | G | E | P | GF | GC | Dif. | Clasificación                |     | PAT | MAR | INT | FER | CRA | XVP | CAS | OPE |
| ---- | ---------------- | ---- | -- | - | - | - | -- | -- | ---- | ---------------------------- | --- | --- | --- | --- | --- | --- | --- | --- | --- |
| 1    | Patrocinense     | 24   | 14 | 6 | 6 | 2 | 16 | 8  | +8   | Clasificación a Segunda fase |     |     | 0–0 | 1–1 | 1–0 | 2–0 | 2–0 | 1–0 | 3–0 |
| 2    | Maringá          | 24   | 14 | 6 | 6 | 2 | 13 | 8  | +5   | Clasificación a Segunda fase |     | 1–0 |     | 1–0 | 0–0 | 0–1 | 3–2 | 0–0 | 2–0 |
| 3    | Inter de Limeira | 22   | 14 | 6 | 4 | 4 | 15 | 15 | 0    | Clasificación a Segunda fase |     | 1–0 | 1–0 |     | 1–0 | 0–1 | 3–6 | 1–1 | 2–1 |
| 4    | Ferroviária      | 20   | 14 | 5 | 5 | 4 | 16 | 11 | +5   | Clasificación a Segunda fase |     | 1–1 | 1–2 | 1–2 |     | 0–0 | 4–2 | 1–0 | 0–0 |
| 5    | CRAC Catalão     | 18   | 14 | 5 | 3 | 6 | 16 | 14 | +2   |                              |     | 1–2 | 1–1 | 2–2 | 0–1 |     | 1–2 | 1–2 | 4–0 |
| 6    | XV de Piracicaba | 16   | 14 | 4 | 4 | 6 | 20 | 21 | −1   |                              | 1–1 | 1–1 | 0–1 | 1–1 | 2–0 |     | 1–2 | 1–0 |     |
| 7    | FC Cascavel      | 16   | 14 | 3 | 7 | 4 | 12 | 17 | −5   |                              | 1–1 | 1–1 | 0–0 | 1–5 | 0–2 | 2–1 |     | 1–1 |     |
| 8    | Operário-MS      | 8    | 14 | 1 | 5 | 8 | 5  | 19 | −14  |                              | 1–1 | 0–1 | 1–0 | 0–1 | 0–2 | 0–0 | 1–1 |     |     |

 Fuente: CBF
Criterios de clasificación: 1) Puntos; 2) Partidos ganados; 3) Diferencia de gol; 4) Goles a favor; 5) Enfrentamientos directos (solo entre 2 equipos); 6) Menor cantidad de tarjetas rojas; 7) Menor cantidad de tarjetas amarillas; 8) Sorteo.

### Grupo A8
| Pos. | Equipo            | Pts. | PJ | G | E | P | GF | GC | Dif. | Clasificación                |     | HER | CAX | CAM | BRA | SJO | CON | AIM | NHA |
| ---- | ----------------- | ---- | -- | - | - | - | -- | -- | ---- | ---------------------------- | --- | --- | --- | --- | --- | --- | --- | --- | --- |
| 1    | Hercílio Luz      | 29   | 14 | 8 | 5 | 1 | 21 | 10 | +11  | Clasificación a Segunda fase |     |     | 2–2 | 2–1 | 1–0 | 3–0 | 2–0 | 2–0 | 1–0 |
| 2    | Caxias            | 23   | 14 | 7 | 2 | 5 | 19 | 16 | +3   | Clasificación a Segunda fase |     | 0–1 |     | 1–0 | 2–1 | 2–1 | 2–0 | 3–1 | 2–0 |
| 3    | Camboriú          | 22   | 14 | 6 | 4 | 4 | 19 | 14 | +5   | Clasificación a Segunda fase |     | 1–1 | 2–1 |     | 0–2 | 3–3 | 1–0 | 1–0 | 1–0 |
| 4    | Brasil de Pelotas | 20   | 14 | 5 | 5 | 4 | 15 | 13 | +2   | Clasificación a Segunda fase |     | 1–0 | 2–1 | 1–1 |     | 2–2 | 1–0 | 2–2 | 1–0 |
| 5    | São Joseense      | 20   | 14 | 5 | 5 | 4 | 15 | 15 | 0    |                              |     | 0–0 | 2–1 | 2–0 | 1–0 |     | 0–1 | 0–0 | 2–1 |
| 6    | Concórdia         | 19   | 14 | 5 | 4 | 5 | 15 | 13 | +2   |                              | 0–1 | 4–0 | 1–1 | 2–1 | 1–1 |     | 3–1 | 1–1 |     |
| 7    | Aimoré            | 10   | 14 | 1 | 7 | 6 | 8  | 21 | −13  |                              | 0–0 | 0–0 | 0–4 | 1–1 | 1–0 | 0–0 |     | 1–1 |     |
| 8    | Novo Hamburgo     | 7    | 14 | 1 | 4 | 9 | 13 | 23 | −10  |                              | 5–5 | 0–2 | 0–3 | 0–0 | 0–1 | 1–2 | 4–1 |     |     |

 Fuente: CBF
Criterios de clasificación: 1) Puntos; 2) Partidos ganados; 3) Diferencia de gol; 4) Goles a favor; 5) Enfrentamientos directos (solo entre 2 equipos); 6) Menor cantidad de tarjetas rojas; 7) Menor cantidad de tarjetas amarillas; 8) Sorteo.

## Fase 2
| Fechas                    | Local en la ida      | Global         | Local en la vuelta | Ida | Vuelta |
| ------------------------- | -------------------- | -------------- | ------------------ | --- | ------ |
| 30 de julio y 6 de agosto | Parnahyba            | 2:3            | Nacional-AM        | 2:0 | 0:3    |
| 31 de julio y 6 de agosto | Águia de Marabá      | 1:4            | Atlético Cearense  | 1:1 | 0:3    |
| 31 de julio y 5 de agosto | Princesa do Solimões | 1:4            | Ferroviário        | 1:1 | 0:3    |
| 29 de julio y 6 de agosto | Maranhão             | 3:3 (5:4 pen.) | Tuna Luso          | 2:3 | 1:0    |
| 29 de julio y 6 de agosto | Falcon               | 2:3            | Sousa              | 1:1 | 1:2    |
| 30 de julio y 5 de agosto | Potiguar de Mossoró  | 1:1 (6:7 pen.) | Bahia de Feira     | 1:0 | 0:1    |
| 30 de julio y 6 de agosto | Pacajus              | 2:4            | Retrô              | 1:2 | 1:2    |
| 29 de julio y 6 de agosto | ASA                  | 2:3            | Nacional de Patos  | 1:0 | 1:3    |
| 29 de julio y 5 de agosto | Vitória-ES           | 1:3            | Ceilândia          | 1:0 | 0:3    |
| 30 de julio y 5 de agosto | Opérario VG          | 1:4            | Portuguesa-RJ      | 1:0 | 0:4    |
| 30 de julio y 5 de agosto | Brasiliense          | 0:2            | Athletic Club      | 0:2 | 0:0    |
| 31 de julio y 6 de agosto | Democrata GV         | 1:3            | Anápolis           | 0:0 | 1:3    |
| 30 de julio y 6 de agosto | Brasil de Pelotas    | 1:2            | Patrocinense       | 0:0 | 1:2    |
| 29 de julio y 6 de agosto | Inter de Limeira     | 1:2            | Caxias             | 0:1 | 1:1    |
| 29 de julio y 5 de agosto | Ferroviária          | 3:3 (4:2 pen.) | Hercílio Luz       | 1:1 | 2:2    |
| 29 de julio y 6 de agosto | Camboriú             | 1:1 (6:5 pen.) | Maringá            | 0:0 | 1:1    |

## Fase 3
| Fechas            | Local en la ida   | Global         | Local en la vuelta | Ida | Vuelta |
| ----------------- | ----------------- | -------------- | ------------------ | --- | ------ |
| 14 y 19 de agosto | Bahia de Feira    | 4:3            | Nacional-AM        | 2:0 | 2:3    |
| 12 y 20 de agosto | Atlético Cearense | 2:4            | Sousa              | 1:2 | 1:2    |
| 13 y 20 de agosto | Nacional de Patos | 1:3            | Ferroviário        | 0:0 | 1:3    |
| 13 y 19 de agosto | Maranhão          | 2:2 (6:5 pen.) | Retrô              | 0:0 | 2:2    |
| 13 y 19 de agosto | Caxias            | 0:0 (7:6 pen.) | Ceilândia          | 0:0 | 0:0    |
| 12 y 20 de agosto | Patrocinense      | 1:3            | Portuguesa-RJ      | 0:0 | 1:3    |
| 12 y 19 de agosto | Camboriú          | 1:2            | Athletic Club      | 1:0 | 0:2    |
| 12 y 20 de agosto | Ferroviária       | 2:0            | Anápolis           | 1:0 | 1:0    |

## Fase 4

### Clasificación
La tabla general de los clasificados sirve para definir los duelos de cuartos de final. El primer puesto enfrentará al octavo puesto, y así sucesivamente. La tabla contabiliza el acumulado de puntos desde la fase de grupos hasta la tercera fase.
|   | Equipo         | PJ | PG | PE | PP | GF | GC | DG  | Pts |
| - | -------------- | -- | -- | -- | -- | -- | -- | --- | --- |
| 1 | Ferroviário    | 18 | 13 | 5  | 0  | 37 | 8  | +29 | 44  |
| 2 | Athletic Club  | 18 | 11 | 3  | 4  | 23 | 10 | +13 | 36  |
| 3 | Sousa          | 18 | 11 | 3  | 4  | 31 | 19 | +12 | 36  |
| 4 | Portuguesa-RJ  | 18 | 10 | 6  | 2  | 32 | 14 | +18 | 36  |
| 5 | Caxias         | 18 | 8  | 5  | 5  | 21 | 17 | +4  | 29  |
| 6 | Ferroviária    | 18 | 7  | 7  | 4  | 21 | 14 | +7  | 28  |
| 7 | Bahia de Feira | 18 | 7  | 6  | 5  | 20 | 13 | +7  | 27  |
| 8 | Maranhão       | 18 | 6  | 8  | 4  | 23 | 16 | +7  | 26  |

### Cuartos de final
| Fechas                         | Local en la ida | Global         | Local en la vuelta | Ida | Vuelta |
| ------------------------------ | --------------- | -------------- | ------------------ | --- | ------ |
| 27 de agosto y 3 de septiembre | Maranhão        | 2:2 (0:3 pen.) | Ferroviário        | 1:1 | 1:1    |
| 27 de agosto y 2 de septiembre | Caxias          | 2:1            | Portuguesa-RJ      | 1:1 | 1:0    |
| 26 de agosto y 2 de septiembre | Bahia de Feira  | 1:2            | Athletic Club      | 0:2 | 1:0    |
| 26 de agosto y 3 de septiembre | Ferroviária     | 2:1            | Sousa              | 1:0 | 1:1    |

### Semifinales
| Fechas               | Local en la ida | Global | Local en la vuelta | Ida | Vuelta |
| -------------------- | --------------- | ------ | ------------------ | --- | ------ |
| 7 y 10 de septiembre | Caxias          | 1:2    | Ferroviário        | 1:1 | 0:1    |
| 6 y 10 de septiembre | Ferroviária     | 3:1    | Athletic Club      | 1:0 | 2:1    |

### Final
| Fechas                | Local en la ida | Global | Local en la vuelta | Ida | Vuelta |
| --------------------- | --------------- | ------ | ------------------ | --- | ------ |
| 13 y 16 de septiembre | Ferroviária     | 1:2    | Ferroviário        | 0:0 | 1:2    |

| Campeón 2023 Serie D        |
| --------------------------- |
| Bandera del estado de Ceará |
| Ferroviário 2.º Título      |

### Ascendidos
| Bandera del estado de Ceará | Bandera del estado de São Paulo | Bandera del estado de Minas Gerais | Bandera del estado de Río Grande del Sur |
| Ferroviário                 | Ferroviária                     | Athletic Club                      | Caxias                                   |
| Ascenso a Serie C 2024      | Ascenso a Serie C 2024          | Ascenso a Serie C 2024             | Ascenso a Serie C 2024                   |